# Coast Starlight

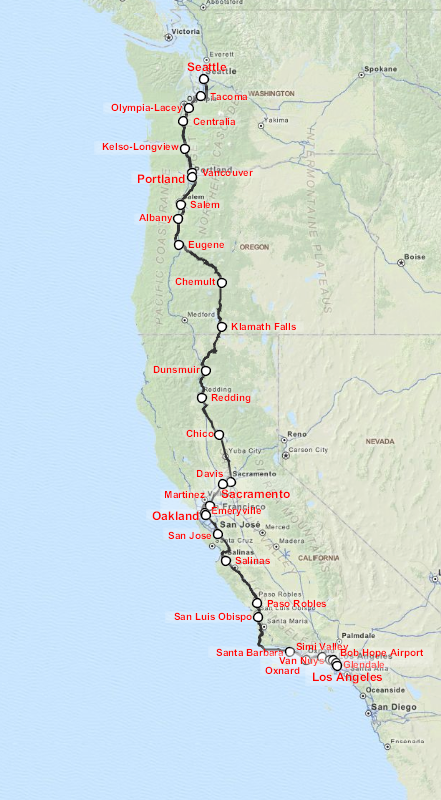
Route van Coast Starlight

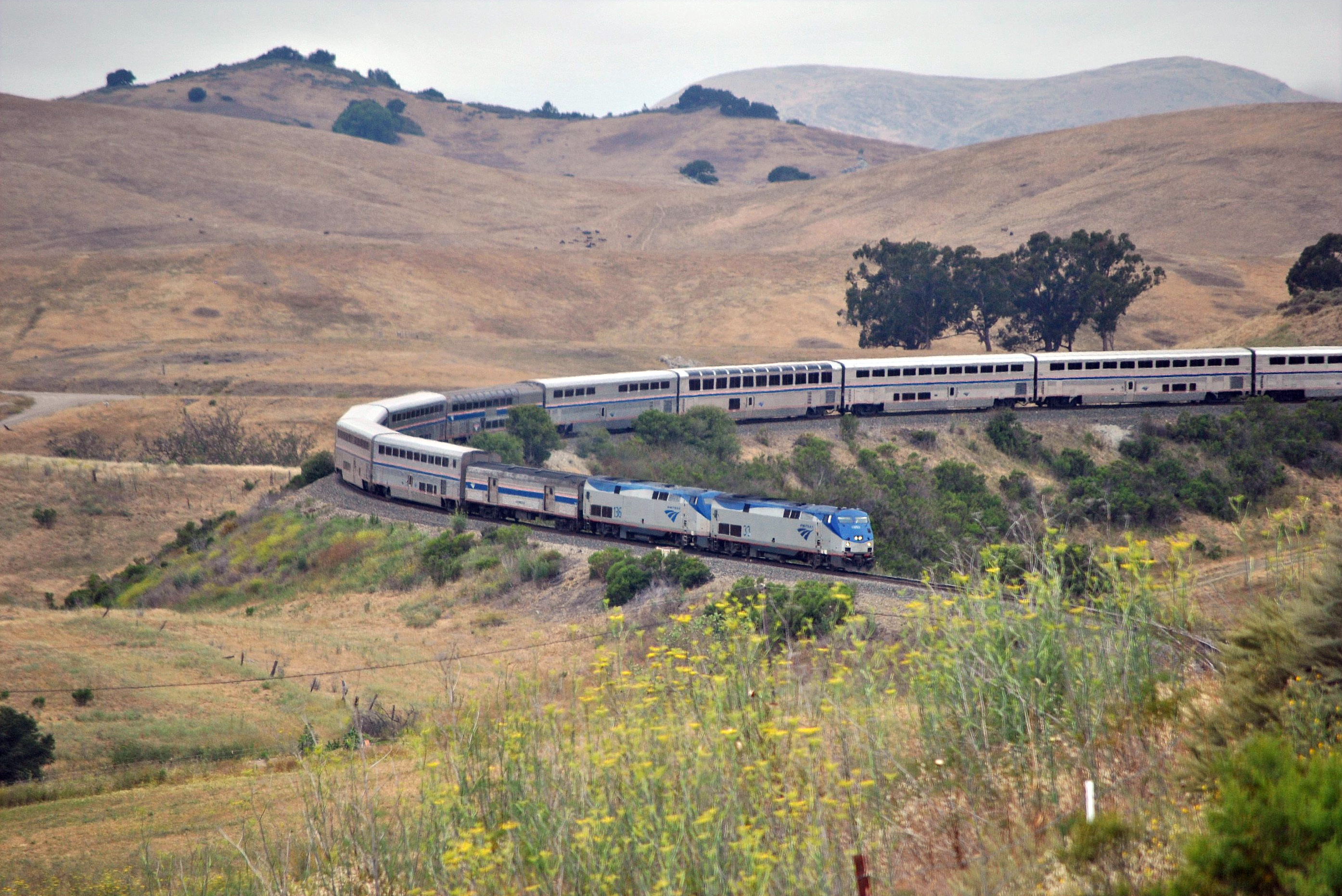
De Coast Starlight in een bocht ten noorden van San Luis Obispo.

De Coast Starlight is een intercity-reizigerstrein in de Verenigde Staten die uitgebaat wordt door de nationale spoorwegmaatschappij Amtrak. Ze is 2.216 kilometer lang en verbindt Seattle (Washington) met Los Angeles (Californië), aan de Amerikaanse westkust. De haltes zijn Seattle-King Street Station, Tacoma, Olympia-Lacey, Centralia, Kelso-Longview, Vancouver, Portland, Salem, Albany, Eugene, Chemult, Klamath Falls, Dunsmuir, Redding, Chico, Sacramento, Davis, Martinez, Emeryville, Oakland, San Jose, Salinas, Paso Robles, San Luis Obispo, Santa Barbara, Oxnard, Simi Valley, Van Nuys, Burbank en Los Angeles Union Station.
Hoewel de Coast Starlight een aantal grote stedelijke gebieden met elkaar verbindt en dus een belangrijke verkeersas kan zijn, rijden er dagelijks gemiddeld niet meer dan 1.200 passagiers met de trein, die elke dag een keer heen en weer rijdt. Een bekend nadeel van de treinrit is dan ook dat de Coast Starlight 35 uur doet over Seattle-Los Angeles, wat veel langer is dan een doorsnee vlucht tussen de twee steden.